# Пожежна охорона (збірка)
Пожежна охорона (англ. Fire Watch) — збірка науково-фантатстичних оповідань та повістей американської письменниці Конні Вілліс, вперше опублікована 1984 року. В оповіданнях висвітлюються теми подорожей у часі, ядерної війни, кінця світу та бородатого гумору.
Титульна повість «Пожежна охорона» розповідає про історика-мандрівника у часі, який вирушає подивитися на Бліц (бомбардування міста) Лондона. Він збився з пантелику, бо роками готувався до подорожі зі Святим Павлом, а натомість його відправляють до собору Святого Павла в Лондоні. Вище вказана модель подорожі в часі також представлена в наступних романах Вілліс «Книга Судного дня», «Нічого не сказати про собаку» та «Затемнення / Все ясно», які написані в тій же площині.
До книни увійшли наступні оповідання:
- «Пожежна охорона»
- «Служба з поховання мертвих»
- «Бюро знахідок»
- «Всі мої кохані дочки»
- «Батько нареченої»
- «Лист від сім'ї Клірі»
- «Сидон у дзеркалі»
- «І прийде з околиці Майлза»
- «Ромашка, на сонці»
- «Клон поштового замовлення»
- «Самаритянин»
- «Блуд Місяць»

«Пожежна охорона» стала дебютною збіркою Конні Вілліс.

## Відгуки
Девід Прингл оцінив «Пожежну охорону» трьома зірками з чотирьох, та описав Вілліс як «талановиту нову письменницю».
Декілька оповідань були номіновані на різні нагороди:
- «Пожежна охорона» стала переможцем премії «Г'юго» за найкращу коротку повість та премії Неб'юла за найкращу коротку повість 1983 року, а також інших премій.
- «Лист від сім'ї Клірі» виграв премію «Неб'юла» за найкраще оповідання 1983 року.
- «Сидон у дзеркалі» номінувався на премії «Г'юго» за найкращу коротку повість та премії Неб'юла за найкращу коротку повість 1984 року.
- «Ромашка, на сонці» номінувався на премію «Г'юго» за найкраще оповідання 1980 року.
- «Блуд Місяць» номінувався на премії «Г'юго» за найкращу коротку повість 1985 року.